# Stretto Polonskogo
Lo stretto Polonskogo (in russo пролив Полонского) è un braccio di mare nell'oceano Pacifico settentrionale che separa l'isola di Zelënyj da Polonskogo, nella piccola catena delle isole Curili (Малая Курильская гряда). Si trova nel Južno-Kuril'skij rajon dell'oblast' di Sachalin, in Russia. 
Lo stretto porta il nome dell'esploratore e geografo russo Aleksandr Semënovič Polonskij (Александр Семёнович Полонский).
Lo stretto Polonskogo collega lo stretto Južno-Kuril’skij con l'oceano Pacifico, è largo circa 10 km. La profondità è inferiore ai 10 m.